# Glögg
Glögg, gløgg ili glögi toplo je piće najčešće pripravljeno od kuhanoga i začinjenoga crnog vina, a može biti alkoholno ili bezalkoholno. Točan proces priprave glögga uvelike varira, no vinu se tipično dodaje šećer ili sirup, a začinja se cimetom, bademom te korom jabuke ili gorke naranče. U nordijskim zemljama glögg je tradicionalno božićno piće koje se poslužuje s medenjacima ili pecivima od šafrana (tzv. lussekatt).
Naziv pića potječe iz švedskoga izraza glödat vin (‘zagrijano vino’) rabljena u 17. stoljeću kada je nastao i naziv glögg. Piće se u 19. stoljeću u Švedskoj počelo vezati uz Božić, a u idućem se stoljeću tradicija proširila u Norvešku, Finsku i Estoniju.

## Povijest
Kuhano vino u nordijskim se zemljama pije barem od 17. stoljeća, kada je ondje došlo iz Srednje Europe. Osim što se vjerovalo da ima ljekovite učinke, švedski kralj i narodni heroj Gustav Vasa navodno je osobito volio topla vina, što je pridonijelo popularizaciji pića. Ubrzo nakon toga iz švedskoga je izraza glödat vin ili glödgad dryck nastao naziv glögg, koji se upotrebljava i danas.

Krajem 19. stoljeća glögg je postao dijelom švedske božićne tradicije, a tome je uvelike potpomogao marketing. U ranom 20. stoljeću proizvođači alkoholnih pića počeli su boce glögga ukrašavati božićnim motivima i likovima. Piće je zatim kao božićna tradicija postalo popularno i u Norveškoj. Iz Švedske je došlo i u Finsku, gdje je bilo popularno sve do prohibicije 1919. godine. Finska tvrtka Jalostaja pokušala je usprkos tomu prodavati industrijski pripremljeni glögg, no proizvod nije bio uspješan. Kada je zabrana alkohola ukinuta 1930-ih godina, švedski su časopisi u Finskoj počeli učestalo reklamirati glögg, koji je do 1950-ih i 1960-ih godina postao tradicionalno piće finskih Šveđana. Idućih su se desetljeća recepti za glögg počeli pojavljivati i u finskim časopisima, zbog čega je piće postalo tradicijom u cijeloj Finskoj. Iz Finske je zatim došlo u Estoniju 1980-ih godina, gdje je lokalna proizvodnja započela 1995. paralelno s ranijim, estonskim kuhanim vinom (poznatim kao hõõgvein).

## Recepti
Recepti za glögg danas su raznoliki. Osnova im može biti bijelo ili crno vino, kuhano vino ili žestoko alkoholno piće poput brandyja ili konjaka.
Pravi se zakuhavanjem vode sa začinima, koji se vade nakon nekoliko minuta vrenja. U vodu se zatim dodaje sok, vino ili žestoki alkohol. U pojedinim se receptima pak prvo zagrije vino ili alkoholno piće sa šećerom, ali ne dovoljno da zavrije. U toplu se tekućinu zatim začini namaču preko noći. Najčešće se kao začini rabe klinčić, cimet, kardamom i đumbir, katkad uz dodatak korice limuna, jabuke ili naranče, grožđica ili badema. Bezalkoholni se glögg pravi tako da se vino zamijeni voćnim sokom.
Kupovni se glögg najčešće pravi od grožđanoga soka, ali neki se prave i od crnoga ribiza, miješanoga voćnog soka, soka od jabuke ili vina. Postoji i žešći glögg koji se pravi od ruma. Gotovi se glögg iz trgovine prije konzumacije obično zagrijava, no nikako se ne zakuhava ako je pravljen od vina ili žestokog alkohola. Uobičajeno je cijele grožđice ili bademe umakati u glögg dok ga se zagrijava ili netom prije konzumacije.